# Gianluca Iannone
Gianluca Ianonne né le 11 août 1973 est un militant néofasciste italien et le premier président de CasaPound,.

## Biographie
À 14 ans, Gianluca Iannone commence ses activités militantes au sein du Fronte della Gioventù (organisation de jeunesse du Mouvement social italien). Depuis cette époque, il milite dans les milieux de l'extrême droite italienne.
Il est le chanteur du groupe de punk rock Zetazeroalfa, créé en 1997.
En décembre 2003, il fonde le mouvement Casapound, né d'un centre social de droite issu d'un squat et baptisé ainsi en référence à Ezra Pound.
Il est le fondateur du pub Cutty Sark, au sein duquel se réunit l'extrême droite romaine.
Pendant quelques années, CasaPound était devenu un mouvement politique, en 2019 toutefois, Iannone a annoncé la fin de l'existence de CasaPound en tant que parti politique, revenant à son statut d'origine de mouvement social.